# Hydrocolus persimilis
Hydrocolus persimilis är en skalbaggsart som först beskrevs av George Robert Crotch 1873.  Hydrocolus persimilis ingår i släktet Hydrocolus och familjen dykare. Inga underarter finns listade i Catalogue of Life.